# Aeropuerto Gustaf III

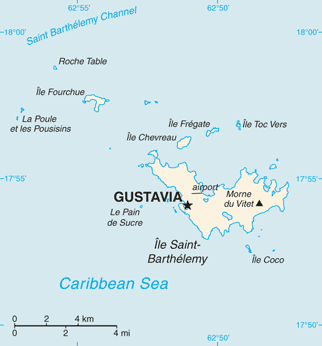
Mapa de Saint Barthélemy con la localización del aeropuerto.

El aeropuerto Gustaf III  (IATA: SBH, OACI: TFFJ), también conocido como Aeropuerto de San Bartolomé o Aeropuerto de St. Jean (en francés: Aérodrome de St Jean), es un aeropuerto civil localizado en el pueblo de St. Jean en la isla caribeña de San Bartolomé. Tanto el aeropuerto como la capital de la isla: Gustavia reciben su nombre del rey Gustavo III de Suecia, bajo el cual Suecia conquistó la isla en posesión de Francia en 1785 (fue vendida a Francia en 1878).
En 1984, el ministro sueco de Comunicaciones, Hans Gustafsson, inauguró el edificio de la terminal.
Las llegadas y salidas de la isla se checan de las 8:00 hasta el atardecer, a las 18:00, cuando el aeropuerto cierra el servicio.
El aeropuerto está servido por pequeños aviones regionales y alguna avioneta. La gran mayoría de aeronaves que aterrizan en la isla tienen unas veinte plazas, como es el caso del Twin Otter, que se ve muy a menudo en Saint Barth y en la zona norte de West Indies. La corta pista de aterrizaje está en la base de una generosa pendiente que termina directamente en la playa. La aproximación de aterrizaje consiste en un empinado descenso desde la cima de la colina tras finalizar el circuito de tráfico, y, los despegues de los aviones sobrevuelan las cabezas de los bañistas (sin embargo algunas señales advierten a los bañistas de que no se tumben al final de la pista).

## Aerolíneas y destinos
- Air Caraïbes (Guadalupe, San Martín)[2]
- St Barth Commuter (San Martín)[1][2]
- Tradewinds Aviation (San Juan de Puerto Rico)[3]

- Winair (San Martín)[2]